# Andreas Pavel
Andreas Pavel (ur. 1945 r.) – brazylijski inżynier niemieckiego pochodzenia.

## Życiorys
Urodził się w styczniu 1945 r.. Jego ojciec był wpływowym przedsiębiorcą, wiceprezesem Niemieckiego Związku Przemysłu. Jego rodzina mieszkała w Berlinie, ale z powodu bombardowań jego matka uciekła na czas porodu do Brandenburga. W 1951 r. na zaproszenie brazylijskiego przedsiębiorcy wraz z całą rodziną (w tym dwoma starszymi braćmi) wyjechał do São Paulo, gdzie jego ojciec podjął pracę. Po wyjeździe na studia z zakresu filozofii do Berlina, wrócił w 1967 r. do São Paulo i pracował w telewizji dziecięcej. W 1972 r. wpadł na pomysł i zrealizował projekt przenośnego odtwarzacza kaset magnetofonowych. W 1975 r. zaczął starania o opatentowanie urządzenia, a wnioski złożył w 1977 r. we Włoszech, a rok później w USA, Wielkiej Brytanii, Niemczech Zachodnich i Japonii. Potwierdzenie patentu otrzymał we wszystkich tych krajach, oprócz Japonii. Po trwających od 1979 r. pracach badawczo-rozwojowych Sony opatentował podobne urządzenie pod nazwą walkman i od 1986 r. prowadził z nim negocjacje na temat własności intelektualnej zabytku. Ostatecznie Sony zgodziło się na wypłatę odstępnego, bez uznania własności intelektualnej Pavela.